# HŠK Concordia
Maillots
Le Hrvatski športski klub Concordia  est un club de football de la première moitié du XXe siècle, basé à Zagreb, la capitale de la Croatie. 
Le club est fondé le 10 octobre 1906. Les footballeurs du Concordia remportent le Championnat de Yougoslavie de football en 1930 et en 1932 ainsi que le Championnat de Croatie de football en 1942. L'équipe est aussi finaliste de la Coupe de Croatie en 1941.